# Historia Naturalis Brasiliae
Historia Naturalis Brasiliae je výjimečné historické, vědecké a umělecké dílo referující o brazilské vlastivědě. Patronem celého projekt byl hrabě Jan Mořic Nasavsko-Siegenský, který vedl v letech 1637–1644 expedici do Brazílie, vyslanou Nizozemskou západoindickou společností, jež měla za úkol nastolit mír v regionu a vědecky oblast prozkoumat a zdokumentovat.
V roce 1648 vydal Johannes de Laet latinské dílo Historia Naturalis Brasiliae s vědeckými a medicínskými rozpravami od Willema Pisa. Georg Marggraf spis rozšířil o zachycení historie a přírody Brazílie. Kniha byla po dlouho dobu jediným dílem pojednávajícím o botanice, zoologii, etnologii a lékařství Brazílie. Během expedice vzniklo ještě Theatrum rerum naturalium Brasiliae, které však nikdy nebylo vytištěno.
Vedle Pisa a Marggrafa se na dílo podíleli i nizozenští malíři Albert Eckhout a Frans Post nebo také architekt Pieter Post.

## Galerie

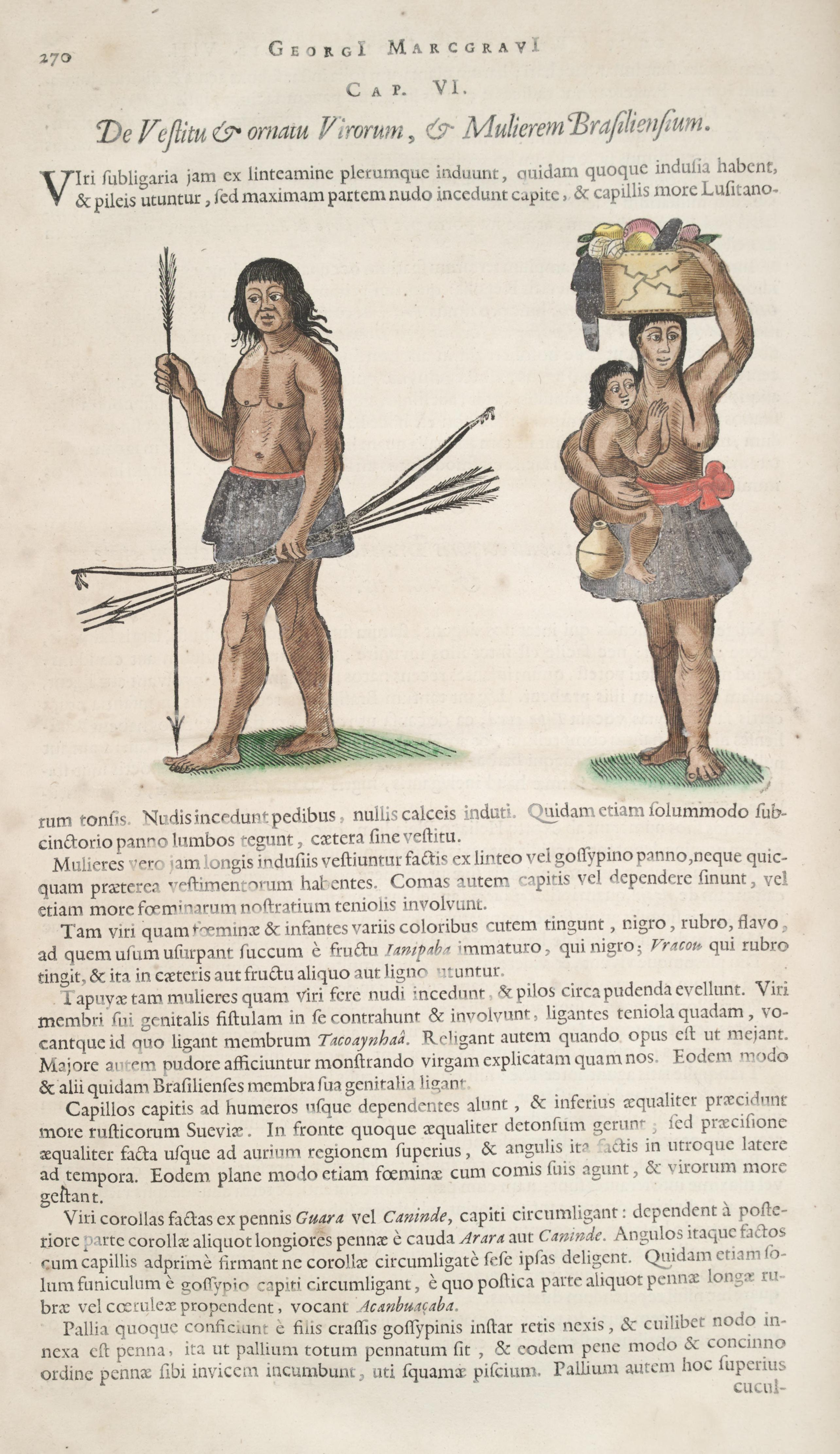
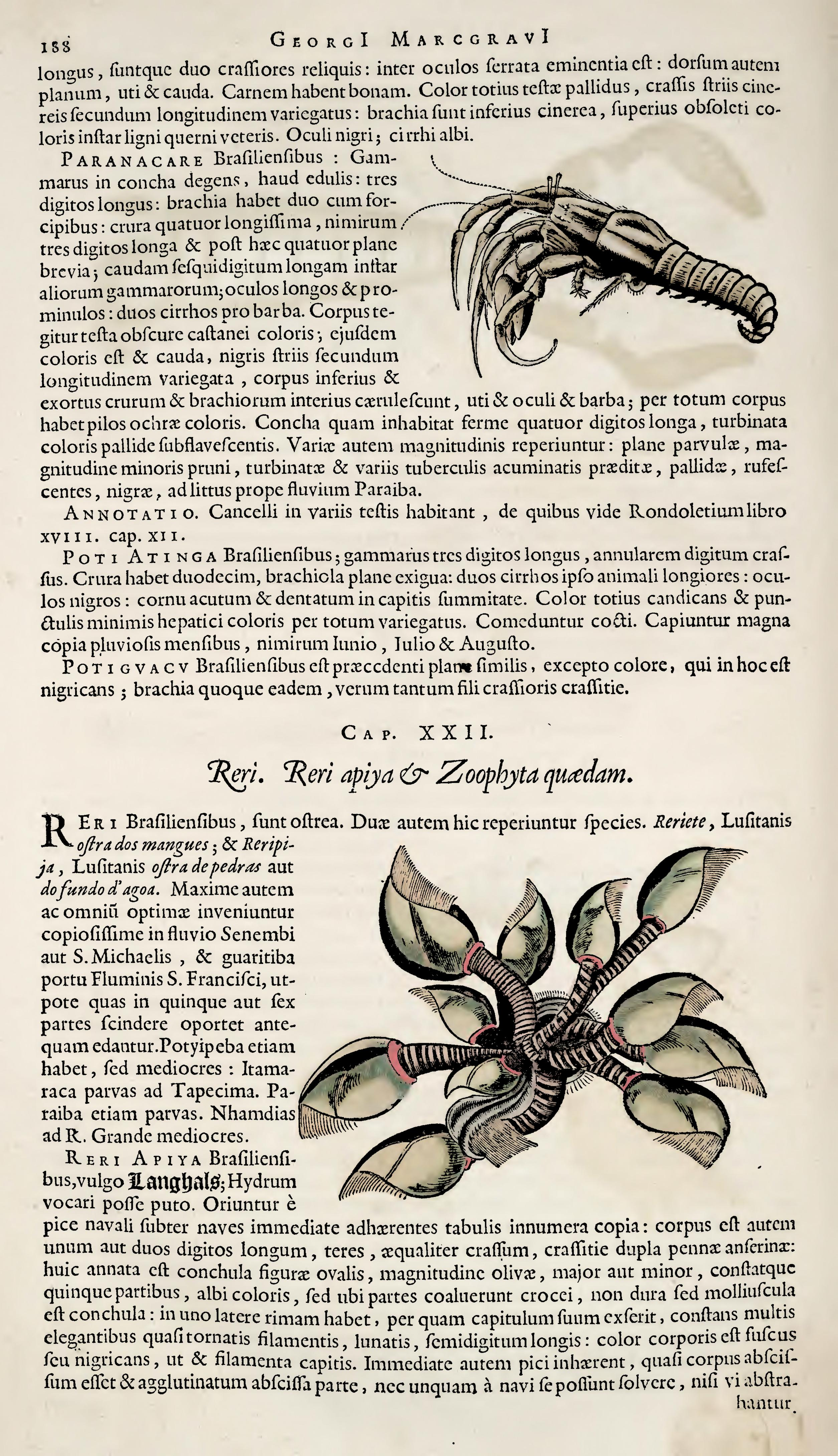
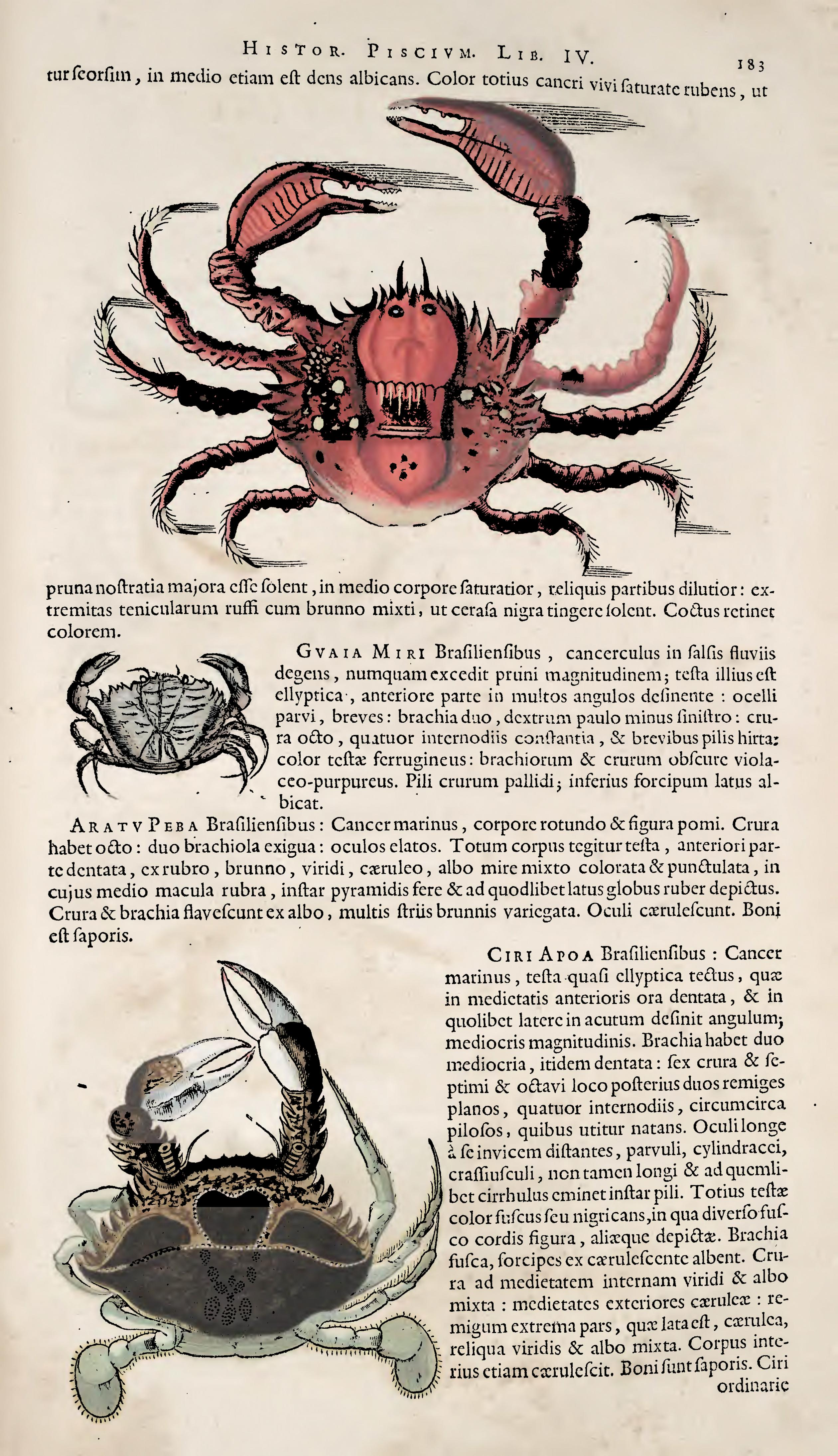
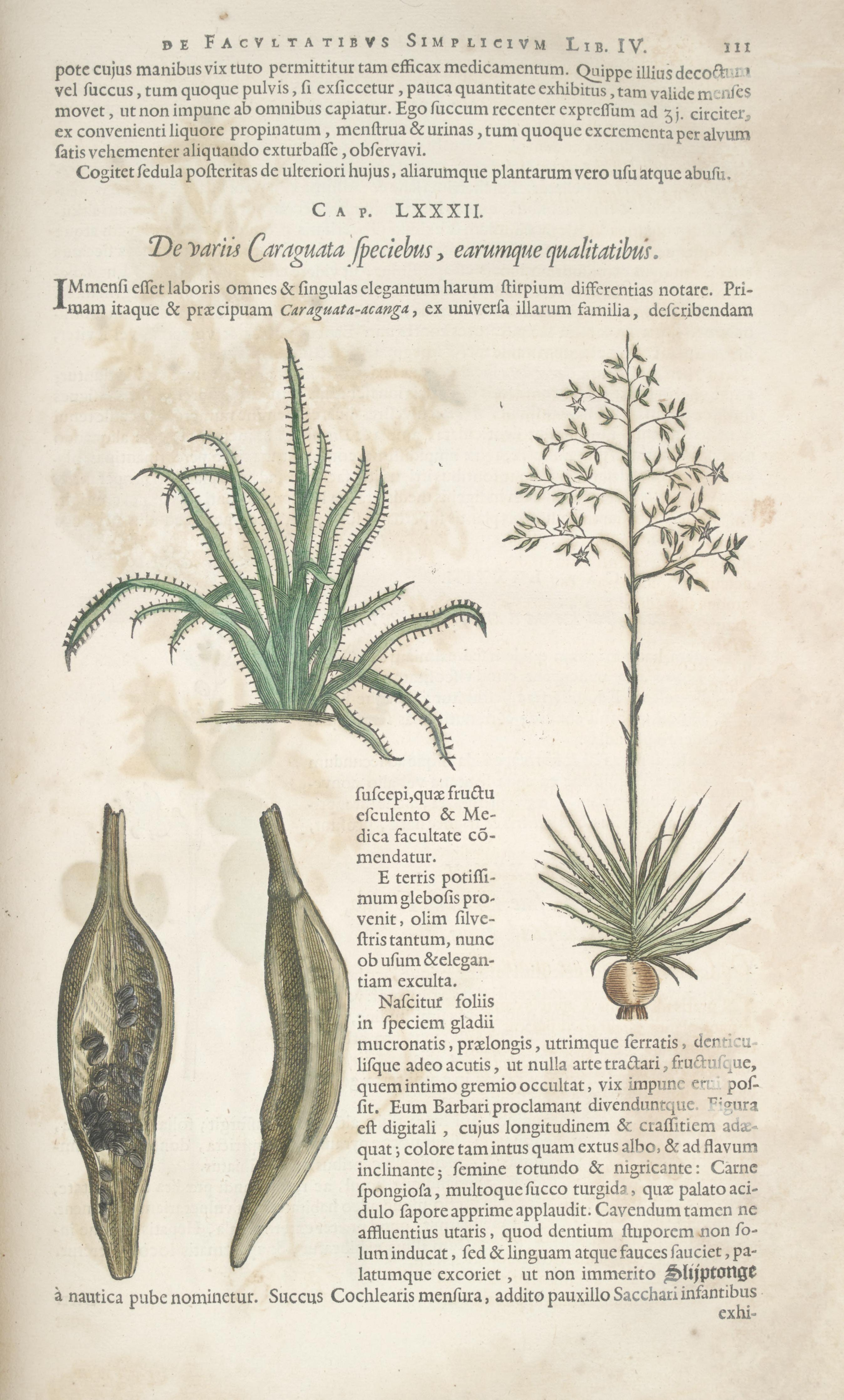